# 1980年日本の補欠選挙
1980年日本の補欠選挙（1980ねんにほんのほけつせんきょ）は、日本における立法府である参議院を構成する議員の欠員を補うため1980年に行われた補欠選挙である。

## 概要
補欠選挙は「議員の辞職あるいは死亡により欠員が生じた場合に行われる選挙」で、「当選人が得られなかった場合または当選人が不足した場合に、其の当選人の不足を補う」為に行われる再選挙と同様に公職選挙法第11章の「特別選挙｣に含まれている。1980年における補欠選挙は、6月に参院青森県選挙区で実施された。

## 6月1日実施補選
参院青森県選挙区で実施。元青森県議会議員の松尾官平が当選した。

### 参院青森県選挙区補選
- 選挙事由：寺下岩蔵参議院議員（自由民主党）の死去
- 立候補者：3人
- 当選者：松尾官平（自由民主党）

| 当落 | 候補者名   | 党派                               | 得票数  | 得票率 |
| ---- | ---------- | ---------------------------------- | ------- | ------ |
| 当選 | 松尾官平   | 自由民主党                         | 239,087 |        |
|      | 佐川礼三郎 | 諸派（政治の流れを変える県民の会） | 129,457 |        |
|      | 富士克郎   | 日本共産党                         | 43,325  |        |
投票率：39.16％